# Liste des présidents des assemblées des régions de France
| Étiquettes politiques des présidents des assemblées des régions. - Parti socialiste (5) - Divers gauche (4) - Femu a Corsica (1) - Renaissance (1) - Les Centristes (1) - Les Républicains (3) - Divers droite (2) |

Les présidents des assemblées des régions de France sont les présidents des conseils régionaux, le président du conseil départemental de Mayotte, les présidents des assemblées de Martinique, de Guyane et de Corse ainsi que les président des conseils exécutifs de Martinique et de Corse.

## Liste
Il est à noter que :
- En Martinique et en Guyane, les conseils régionaux et départementaux respectifs ont fusionné en 2015 pour former une assemblée de Martinique et une assemblée de Guyane dans le cadre d'une collectivité territoriale unique.
- À Mayotte, le conseil départemental exerce les compétences d’un conseil régional depuis 2011.

### Liste
| Région                     | Nom                                                            | Nom | Parti | Parti   | Positionnement parti | Depuis           |
| -------------------------- | -------------------------------------------------------------- | --- | ----- | ------- | -------------------- | ---------------- |
| Auvergne-Rhône-Alpes       | Fabrice Pannekoucke                                            |     |       | LR      | Droite               | 5 septembre 2024 |
| Bourgogne-Franche-Comté    | Marie-Guite Dufay                                              |     |       | PS      | Gauche               | 4 janvier 2016   |
| Bretagne                   | Loïg Chesnais-Girard                                           |     |       | DVG     | Gauche               | 22 juin 2017     |
| Centre-Val de Loire        | François Bonneau                                               |     |       | PS      | Gauche               | 7 septembre 2007 |
| Corse                      | Marie-Antoinette Maupertuis Présidente de l'assemblée de Corse |     |       | FaC     | Autonomiste          | 1er juillet 2021 |
| Corse                      | Gilles Simeoni Président du conseil exécutif de Corse          |     |       | FaC     | Autonomiste          | 17 décembre 2015 |
| Grand Est                  | Franck Leroy                                                   |     |       | DVD     | Droite               | 13 janvier 2023  |
| Guadeloupe                 | Ary Chalus                                                     |     |       | RE-GUSR | Centre               | 18 décembre 2015 |
| Guyane                     | Gabriel Serville Président de l'assemblée de Guyane            |     |       | Péyi G  | Gauche               | 2 juillet 2021   |
| Hauts-de-France            | Xavier Bertrand                                                |     |       | LR-NF   | Droite               | 4 janvier 2016   |
| Île-de-France              | Valérie Pécresse                                               |     |       | LR-SL   | Droite               | 18 décembre 2015 |
| Martinique                 | Lucien Saliber Président de l'assemblée de Martinique          |     |       | DVG     | Gauche               | 2 juillet 2021   |
| Martinique                 | Serge Letchimy Président du conseil exécutif de Martinique     |     |       | PPM     | Gauche               | 2 juillet 2021   |
| Mayotte                    | Ben Issa Ousséni Président du conseil départemental de Mayotte |     |       | LR      | Droite               | 1er juillet 2021 |
| Normandie                  | Hervé Morin                                                    |     |       | LC      | Droite               | 4 janvier 2016   |
| Nouvelle-Aquitaine         | Alain Rousset                                                  |     |       | PS      | Gauche               | 4 janvier 2016   |
| Occitanie                  | Carole Delga                                                   |     |       | PS      | Gauche               | 4 janvier 2016   |
| Pays de la Loire           | Christelle Morançais                                           |     |       | HOR     | Droite               | 19 octobre 2017  |
| Provence-Alpes-Côte d'Azur | Renaud Muselier                                                |     |       | RE      | Centre               | 15 mai 2017      |
| La Réunion                 | Huguette Bello                                                 |     |       | PLR     | Gauche               | 2 juillet 2021   |
| Saint-Pierre-et-Miquelon   | Bernard Briand                                                 |     |       |         |                      | 13 octobre 2020  |

### Récapitulatif

#### Par parti
|               |                     | Nombre de présidents |
| ------------- | ------------------- | -------------------- |
| Gauche        | PS                  | 4                    |
| Gauche        | Péyi G              | 1                    |
| Gauche        | PPM                 | 1                    |
| Gauche        | PLR                 | 1                    |
| Gauche        | DVG                 | 2                    |
| Gauche        | Total gauche        | 9                    |
| Centre        | RE                  | 1                    |
| Centre        | RE - GUSR           | 1                    |
| Centre        | Total centre        | 2                    |
| Droite        | LR                  | 4                    |
| Droite        | LC                  | 1                    |
| Droite        | DVD                 | 2                    |
| Droite        | Total droite        | 7                    |
| Régionalistes | FAC                 | 2                    |
| Régionalistes | Total régionalistes | 2                    |

#### Par sexe
|        | Nombre de présidents |
| ------ | -------------------- |
| Hommes | 14                   |
| Femmes | 6                    |

## Historique

### Régions actuelles

#### Conseil régional d'Auvergne-Rhône-Alpes
| Partis | Partis | Président           | Mandat(s)   |
| ------ | ------ | ------------------- | ----------- |
|        | LR     | Laurent Wauquiez    | 2016-2024   |
|        | LR     | Fabrice Pannekoucke | depuis 2024 |

#### Conseil régional de Bretagne
| Partis | Partis   | Président            | Mandat(s)   |
| ------ | -------- | -------------------- | ----------- |
|        | CD       | René Pleven          | 1974-1976   |
|        | CD, UDF  | André Colin          | 1976-1978   |
|        | UDF      | Raymond Marcellin    | 1978-1986   |
|        | RPR      | Yvon Bourges         | 1986-1998   |
|        | RPR, UMP | Josselin de Rohan    | 1998-2004   |
|        | PS       | Jean-Yves Le Drian   | 2004-2012   |
|        | PS       | Pierrick Massiot     | 2012-2015   |
|        | PS       | Jean-Yves Le Drian   | 2015-2017   |
|        | PS       | Loïg Chesnais-Girard | depuis 2017 |

#### Conseil régional de Bourgogne-Franche-Comté
| Partis | Partis | Président         | Mandat(s) |
| ------ | ------ | ----------------- | --------- |
|        | PS     | Marie-Guite Dufay | 2016-2025 |
|        |        |                   | 2025      |

#### Conseil régional du Centre-Val de Loire
| Partis | Partis | Président        | Mandat(s)   |
| ------ | ------ | ---------------- | ----------- |
|        | RI     | Raymond Boisdé   | 1974-1976   |
|        | UDF    | Pierre Sudreau   | 1976-1979   |
|        | UDF    | Jean Delaneau    | 1979-1983   |
|        | UDF    | Daniel Bernardet | 1983-1985   |
|        | UDF    | Maurice Dousset  | 1985-1998   |
|        | UDF    | Bernard Harang   | 1998        |
|        | RPR    | Lydie Gerbaud    | 1998        |
|        | PS     | Michel Sapin     | 1998-2000   |
|        | PS     | Jean Germain     | 2000        |
|        | PS     | Alain Rafesthain | 2000-2004   |
|        | PS     | Michel Sapin     | 2004-2007   |
|        | PS     | Jean Germain     | 2007        |
|        | PS     | François Bonneau | depuis 2007 |

#### Conseil régional du Grand Est
| Partis | Partis | Président        | Mandat(s)   |
| ------ | ------ | ---------------- | ----------- |
|        | LR     | Philippe Richert | 2016-2017   |
|        | UDI    | Jean-Luc Bohl    | 2017        |
|        | LR     | Jean Rottner     | 2017-2022   |
|        | DVD    | Franck Leroy     | depuis 2023 |

#### Conseil régional de la Guadeloupe
| Partis | Partis    | Président               | Mandat(s)   |
| ------ | --------- | ----------------------- | ----------- |
|        | FGPS      | Pierre Mathieu          | 1975-1980   |
|        | FGPS      | Robert Pentier          | 1980-1981   |
|        | UDF       | Marcel Esdras           | 1981-1982   |
|        | PCG       | Marcel Gargar           | 1982-1983   |
|        | RPR       | José Moustache          | 1983-1986   |
|        | FGPS      | Félix Proto             | 1986-1992   |
|        | RPR, UMP  | Lucette Michaux-Chevry  | 1992-2004   |
|        | FGPS      | Victorin Lurel          | 2004-2012   |
|        | FGPS      | Josette Borel-Lincertin | 2012-2014   |
|        | FGPS      | Victorin Lurel          | 2014-2015   |
|        | GUSR-LREM | Ary Chalus              | depuis 2015 |

#### Conseil régional des Hauts-de-France
| Partis | Partis | Président       | Mandat(s)   |
| ------ | ------ | --------------- | ----------- |
|        | LR     | Xavier Bertrand | depuis 2016 |

#### Conseil régional d'Île-de-France
| Partis | Partis | Président            | Mandat(s)   |
| ------ | ------ | -------------------- | ----------- |
|        | RPR    | Michel Giraud        | 1976-1988   |
|        | RPR    | Pierre-Charles Krieg | 1988-1992   |
|        | RPR    | Michel Giraud        | 1992-1998   |
|        | PS     | Jean-Paul Huchon     | 1998-2015   |
|        | LR     | Valérie Pécresse     | depuis 2015 |

#### Conseil régional de Normandie
| Partis | Partis | Président   | Mandat(s)   |
| ------ | ------ | ----------- | ----------- |
|        | LC     | Hervé Morin | depuis 2016 |

#### Conseil régional de Nouvelle-Aquitaine
| Partis | Partis | Président     | Mandat(s)   |
| ------ | ------ | ------------- | ----------- |
|        | PS     | Alain Rousset | depuis 2016 |

#### Conseil régional d'Occitanie
| Partis | Partis | Président    | Mandat(s)   |
| ------ | ------ | ------------ | ----------- |
|        | PS     | Carole Delga | depuis 2016 |

#### Conseil régional des Pays de la Loire
| Partis | Partis   | Président            | Mandat(s)   |
| ------ | -------- | -------------------- | ----------- |
|        | RPR      | Vincent Ansquer      | 1974        |
|        | RPR      | Olivier Guichard     | 1974-1998   |
|        | RPR      | François Fillon      | 1998-2002   |
|        | RPR, UMP | Jean-Luc Harousseau  | 2002-2004   |
|        | PS       | Jacques Auxiette     | 2004-2015   |
|        | LR       | Bruno Retailleau     | 2015-2017   |
|        | HOR      | Christelle Morançais | depuis 2017 |

#### Conseil régional de Provence-Alpes-Côte d'Azur
| Partis | Partis | Président          | Mandat(s)   |
| ------ | ------ | ------------------ | ----------- |
|        | PS     | Gaston Defferre    | 1974-1981   |
|        | PS     | Michel Pezet       | 1981-1986   |
|        | UDF    | Jean-Claude Gaudin | 1986-1998   |
|        | PS     | Michel Vauzelle    | 1998-2015   |
|        | LR     | Christian Estrosi  | 2015-2017   |
|        | RE     | Renaud Muselier    | depuis 2017 |

#### Conseil régional de La Réunion
| Partis | Partis      | Président        | Mandat(s)   |
| ------ | ----------- | ---------------- | ----------- |
|        | UDF         | Marcel Cerneau   | 1973-1978   |
|        | RPR         | Yves Barau       | 1978-1983   |
|        | PCR         | Mario Hoarau     | 1983-1986   |
|        | UDF         | Pierre Lagourgue | 1986-1992   |
|        | Free Dom    | Camille Sudre    | 1992-1993   |
|        | Free Dom    | Margie Sudre     | 1993-1998   |
|        | PCR         | Paul Vergès      | 1998-2010   |
|        | UMP, LR, OR | Didier Robert    | 2010-2021   |
|        | PLR         | Huguette Bello   | depuis 2021 |

### Collectivités

#### Corse

##### Conseil régional de Corse(1974-1982)
| Partis | Partis | Président         | Mandat(s) |
| ------ | ------ | ----------------- | --------- |
|        | MRG    | François Giacobbi | 1974-1979 |
|        | MRG    | Jean Filippi      | 1979-1982 |

##### Assemblée de Corse(depuis 1982)
Le président de l'Assemblée de Corse possède le pouvoir exécutif jusqu'en 1992, année de la création du Conseil exécutif.
| Partis | Partis   | Président                   | Mandat(s)   |
| ------ | -------- | --------------------------- | ----------- |
|        | MRG      | Prosper Alfonsi             | 1982-1984   |
|        | RPR      | Jean-Paul de Rocca Serra    | 1984-1998   |
|        | UDF, UMP | José Rossi                  | 1998-2004   |
|        | UMP      | Camille de Rocca Serra      | 2004-2010   |
|        | PCF      | Dominique Bucchini          | 2010-2015   |
|        | CL       | Jean-Guy Talamoni           | 2015-2021   |
|        | FaC      | Marie-Antoinette Maupertuis | depuis 2021 |

##### Conseil exécutif de Corse(depuis 1992)
| Partis | Partis   | Président      | Mandat(s)   |
| ------ | -------- | -------------- | ----------- |
|        | RPR, UMP | Jean Baggioni  | 1992-2004   |
|        | UMP      | Ange Santini   | 2004-2010   |
|        | PRG, DVG | Paul Giacobbi  | 2010-2015   |
|        | FaC      | Gilles Simeoni | depuis 2015 |

#### Guyane

##### Conseil régional de la Guyane
| Partis | Partis   | Président          | Mandat(s) |
| ------ | -------- | ------------------ | --------- |
|        | UDF      | Serge Patient      | 1974-1980 |
|        | PSG      | Jacques Lony       | 1980-1982 |
|        | PSG, FDG | Georges Othily     | 1982-1992 |
|        | PSG      | Antoine Karam      | 1992-2010 |
|        | DVD, GR  | Rodolphe Alexandre | 2010-2015 |

##### Assemblée de Guyane
| Partis | Partis | Président          | Mandat(s)   |
| ------ | ------ | ------------------ | ----------- |
|        | GR     | Rodolphe Alexandre | 2015-2021   |
|        | Péyi G | Gabriel Serville   | depuis 2021 |

#### Martinique

##### Conseil régional de la Martinique
| Partis | Partis | Président           | Mandat(s) |
| ------ | ------ | ------------------- | --------- |
|        | RPR    | Camille Petit       | 1974-1983 |
|        | PPM    | Aimé Césaire        | 1983-1986 |
|        | PPM    | Camille Darsières   | 1986-1992 |
|        | PCM    | Émile Capgras       | 1992-1998 |
|        | MIM    | Alfred Marie-Jeanne | 1998-2010 |
|        | PPM    | Serge Letchimy      | 2010-2015 |

##### Assemblée de Martinique
| Partis | Partis | Président      | Mandat(s)   |
| ------ | ------ | -------------- | ----------- |
|        | RDM    | Claude Lise    | 2015-2021   |
|        | DVG    | Lucien Saliber | depuis 2021 |

##### Conseil exécutif de Martinique
| Partis | Partis | Président           | Mandat(s)   |
| ------ | ------ | ------------------- | ----------- |
|        | MIM    | Alfred Marie-Jeanne | 2015-2021   |
|        | PPM    | Serge Letchimy      | depuis 2021 |

#### Mayotte

##### Conseil départemental de Mayotte
| Partis | Partis   | Président                    | Mandat(s)   |
| ------ | -------- | ---------------------------- | ----------- |
|        | UDF      | Younoussa Bamana             | 1977-1991   |
|        | DIV      | Hamissi Assani               | 1991        |
|        | UDF, UMP | Younoussa Bamana             | 1991-2004   |
|        | NÉMA     | Saïd Omar Oili               | 2004-2008   |
|        | UMP      | Ahmed Attoumani Douchina     | 2008-2011   |
|        | MDM      | Daniel Zaïdani               | 2011-2015   |
|        | UMP, LR  | Soibahadine Ibrahim Ramadani | 2015-2021   |
|        | LR       | Ben Issa Ousséni             | depuis 2021 |

### Anciennes régions

#### Conseil régional d'Alsace
| Partis | Partis | Président        | Mandat(s) |
| ------ | ------ | ---------------- | --------- |
|        | UDR    | André Bord       | 1973-1977 |
|        | UDF    | Pierre Schielé   | 1977-1980 |
|        | UDF    | Marcel Rudloff   | 1980-1996 |
|        | UMP    | Adrien Zeller    | 1996-2009 |
|        | UMP    | André Reichardt  | 2009-2010 |
|        | UMP    | Philippe Richert | 2010-2015 |

#### Conseil régional d'Auvergne
| Partis | Partis | Président                | Mandat(s) |
| ------ | ------ | ------------------------ | --------- |
|        | UDF    | Jean Morellon            | 1974-1977 |
|        | RPR    | Augustin Chauvet         | 1977      |
|        | PS     | Maurice Pourchon         | 1977-1986 |
|        | UDF    | Valéry Giscard d'Estaing | 1986-2004 |
|        | PS     | Pierre-Joël Bonté        | 2004-2006 |
|        | PS     | René Souchon             | 2006-2015 |

#### Conseil régional d'Aquitaine
| Partis | Partis | Président             | Mandat(s) |
| ------ | ------ | --------------------- | --------- |
|        | RPR    | Jacques Chaban-Delmas | 1974-1979 |
|        | PS     | André Labarrère       | 1979-1981 |
|        | PS     | Philippe Madrelle     | 1981-1985 |
|        | RPR    | Jacques Chaban-Delmas | 1985-1988 |
|        | UDF    | Jean François-Poncet  | 1988      |
|        | UDF    | Jean Tavernier        | 1988-1992 |
|        | RPR    | Jacques Valade        | 1992-1998 |
|        | PS     | Alain Rousset         | 1998-2015 |

#### Conseil régional de Bourgogne
| Partis | Partis | Président           | Mandat(s) |
| ------ | ------ | ------------------- | --------- |
|        | RI     | Jean Chamant        | 1974-1978 |
|        | UDF    | Marcel Lucotte      | 1978-1979 |
|        | PS     | Pierre Joxe         | 1979-1982 |
|        | PS     | André Billardon     | 1982-1983 |
|        | CDS    | Frédéric Lescure    | 1983-1985 |
|        | UDF    | Marcel Lucotte      | 1985-1989 |
|        | UDF    | Raymond Janot       | 1989-1992 |
|        | UDF    | Jean-Pierre Soisson | 1992-1993 |
|        | RPR    | Jean-François Bazin | 1993-1998 |
|        | UDF    | Jean-Pierre Soisson | 1998-2004 |
|        | PS     | François Patriat    | 2004-2015 |

#### Conseil régional de Champagne-Ardenne
| Partis | Partis | Président           | Mandat(s) |
| ------ | ------ | ------------------- | --------- |
|        | RPR    | Jacques Sourdille   | 1974-1981 |
|        | UDF    | Bernard Stasi       | 1981-1988 |
|        | RPR    | Jean Kaltenbach     | 1988-1998 |
|        | UMP    | Jean-Claude Étienne | 1998-2004 |
|        | PS     | Jean-Paul Bachy     | 2004-2015 |

#### Conseil régional de Franche-Comté
| Partis | Partis | Président               | Mandat(s) |
| ------ | ------ | ----------------------- | --------- |
|        | UDR    | Edgar Faure             | 1974-1981 |
|        | PS     | Jean-Pierre Chevènement | 1981-1982 |
|        | GD     | Edgar Faure             | 1982-1988 |
|        | RPR    | Pierre Chantelat        | 1988-1998 |
|        | UDF    | Jean-François Humbert   | 1998-2004 |
|        | PS     | Raymond Forni           | 2004-2008 |
|        | PS     | Marie-Guite Dufay       | 2008-2015 |

#### Conseil régional du Languedoc-Roussillon
| Partis | Partis | Président          | Mandat(s) |
| ------ | ------ | ------------------ | --------- |
|        | PS     | Francis Vals       | 1974      |
|        | PS     | Edgar Tailhades    | 1974-1983 |
|        | PS     | Robert Capdeville  | 1983-1986 |
|        | UDF    | Jacques Blanc      | 1986-2004 |
|        | PS     | Georges Frêche     | 2004-2010 |
|        | PS     | Christian Bourquin | 2010-2014 |
|        | PS     | Damien Alary       | 2014-2015 |

#### Conseil régional du Limousin
| Partis | Partis | Président            | Mandat(s) |
| ------ | ------ | -------------------- | --------- |
|        | PS     | André Chandernagor   | 1974-1981 |
|        | PS     | Louis Longequeue     | 1981-1986 |
|        | PS     | Robert Savy          | 1986-2004 |
|        | PS     | Jean-Paul Denanot    | 2004-2014 |
|        | PS     | Gérard Vandenbroucke | 2014-2015 |

#### Conseil régional de Lorraine
| Partis | Partis     | Président                     | Mandat(s) |
| ------ | ---------- | ----------------------------- | --------- |
|        | CNIP, FNRI | Jean Vilmain                  | 1974-1976 |
|        | RAD, UDF   | Jean-Jacques Servan-Schreiber | 1976-1978 |
|        | RPR        | Pierre Messmer                | 1978-1979 |
|        | RPR        | André Madoux                  | 1979-1982 |
|        | DVD        | Jean-Marie Rausch             | 1982-1992 |
|        | UDF        | Gérard Longuet                | 1992-2004 |
|        | PS         | Jean-Pierre Masseret          | 2004-2015 |

#### Conseil régional de Midi-Pyrénées
| Partis | Partis | Président        | Mandat(s) |
| ------ | ------ | ---------------- | --------- |
|        | PS     | Alain Savary     | 1973-1981 |
|        | PS     | Alex Raymond     | 1981-1986 |
|        | UDF    | Dominique Baudis | 1986-1988 |
|        | UDF    | Marc Censi       | 1988-1998 |
|        | PS     | Martin Malvy     | 1998-2015 |

#### Conseil régional du Nord-Pas-de-Calais
| Partis | Partis    | Président               | Mandat(s) |
| ------ | --------- | ----------------------- | --------- |
|        | PS        | Pierre Mauroy           | 1974-1981 |
|        | PS        | Noël Josèphe            | 1981-1992 |
|        | Les Verts | Marie-Christine Blandin | 1992-1998 |
|        | PS        | Michel Delebarre        | 1998-2001 |
|        | PS        | Daniel Percheron        | 2001-2015 |

#### Conseil régional de Basse-Normandie
| Partis | Partis | Président           | Mandat(s) |
| ------ | ------ | ------------------- | --------- |
|        | RI     | Michel d'Ornano     | 1974      |
|        | RI     | Léon Jozeau-Marigné | 1974-1978 |
|        | DVD    | Paul German         | 1978-1982 |
|        | UDF    | Léon Jozeau-Marigné | 1982-1983 |
|        | UDF    | Michel d'Ornano     | 1983-1986 |
|        | UDF    | René Garrec         | 1986-2004 |
|        | PS     | Philippe Duron      | 2004-2008 |
|        | PS     | Laurent Beauvais    | 2008-2015 |

#### Conseil régional de Haute-Normandie
| Partis | Partis | Président                 | Mandat(s) |
| ------ | ------ | ------------------------- | --------- |
|        | CD     | Jean Lecanuet             | 1974      |
|        | RI     | André Bettencourt         | 1974-1981 |
|        | PS     | Laurent Fabius            | 1981-1982 |
|        | PS     | Tony Larue                | 1982      |
|        | RPR    | Roger Fossé               | 1982-1992 |
|        | RPR    | Antoine Rufenacht         | 1992-1998 |
|        | RPR    | Jean-Paul Gauzès          | 1998      |
|        | PS     | Alain Le Vern             | 1998-2012 |
|        | PS     | Emmanuèle Jeandet-Mengual | 2012-2013 |
|        | PS     | Alain Le Vern             | 2013      |
|        | PS     | Emmanuèle Jeandet-Mengual | 2013      |
|        | PS     | Nicolas Mayer-Rossignol   | 2013-2015 |

#### Conseil régional de Picardie
| Partis | Partis | Président       | Mandat(s) |
| ------ | ------ | --------------- | --------- |
|        | CNIP   | Jean Legendre   | 1974-1976 |
|        | UDF    | Charles Baur    | 1976-1978 |
|        | DVG    | Max Lejeune     | 1978-1979 |
|        | DVD    | Jacques Mossion | 1979-1980 |
|        | PCF    | Raymond Maillet | 1980-1981 |
|        | PS     | René Dosière    | 1981-1983 |
|        | PS     | Walter Amsallem | 1983-1985 |
|        | UDF    | Charles Baur    | 1985-2004 |
|        | PS     | Claude Gewerc   | 2004-2015 |

#### Conseil régional de Poitou-Charentes
| Partis | Partis | Président                  | Mandat(s) |
| ------ | ------ | -------------------------- | --------- |
|        |        | Lucien Grand               | 1974-1976 |
|        | CNIP   | Jacques Fouchier           | 1976-1978 |
|        | RPR    | Francis Hardy              | 1978-1980 |
|        | UDF    | Fernand Chaussebourg       | 1980-1981 |
|        |        | Michel Boucher             | 1981-1982 |
|        | PS     | Jacques Santrot            | 1982      |
|        | PS     | Raoul Cartraud             | 1982-1985 |
|        | UDF    | René Monory                | 1985-1986 |
|        | UDF    | Louis Fruchard             | 1986-1988 |
|        | UDF    | Jean-Pierre Raffarin       | 1988-2002 |
|        |        | Dominique de La Martinière | 2002      |
|        | UMP    | Élisabeth Morin-Chartier   | 2002-2004 |
|        | PS     | Ségolène Royal             | 2004-2014 |
|        | PS     | Jean-François Macaire      | 2014-2015 |

#### Conseil régional de Rhône-Alpes
| Partis | Partis    | Président            | Mandat(s) |
| ------ | --------- | -------------------- | --------- |
|        | FNRI, UDF | Paul Ribeyre         | 1974-1980 |
|        | UDF       | Michel Durafour      | 1980-1981 |
|        | UDF       | Charles Béraudier    | 1981-1988 |
|        | UDF       | Charles Millon       | 1988-1999 |
|        | UDF       | Anne-Marie Comparini | 1999-2004 |
|        | PS        | Jean-Jack Queyranne  | 2004-2015 |